# Lucilia sericata
Lucilia sericata és una espècie de dípter braquícer de la família Calliphoridae que es troba àmpliament distribuïda a tot món. És una de les diverses espècies de mosca, totes molt semblants entre si, que reben el nom de mosca verda. Les larves s'utilitzen per a la teràpia de cucs.

## Característiques
Mesura de 10 a14 mm de llarg, lleugerament més gran que una mosca domèstica, i té una coloració brillant, metàl·lica, blau-verda o amb marques negres. Té pels curts i escassos de color negre i tres solcs transversals al tòrax. Les ales són transparents amb les venes marró clar, i les potes i antenes són negres.

## Distribució
Lucilia sericata és comú en totes les regions temperades i tropicals del planeta, principalment l'Hemisferi Sud: Àfrica i Austràlia. Prefereix els climes càlids i humits i, en conseqüència, és especialment comuna a les regions costaneres, però també està present a les zones àrides.

## Història natural
La femella pon els ous en la carn, peix, cadàvers d'animals, ferides infectades d'éssers humans o animals i excrements. Les larves s'alimenten de teixit en descomposició. L'insecte preferix espècies del gènere Ovis, ovelles domèstiques en particular, i els pot produir miasi, encara que la L. sericata no és la principal causa d'infestacions per mosques en la majoria de les regions.